# Набережный (Павловский район)
Набережный — посёлок в Павловском районе Краснодарского края. Входит в Среднечелбасское сельское поселение.

## Население
| 2002 | 2010 |
| ---- | ---- |
| 375  | ↘314 |

## Инфраструктура
Улиц в посёлке четыре: ул. Гагарина, ул. Заречная,  ул. Красноармейская,  ул. Ф. Энгельса. 